# Bãi biển Maho

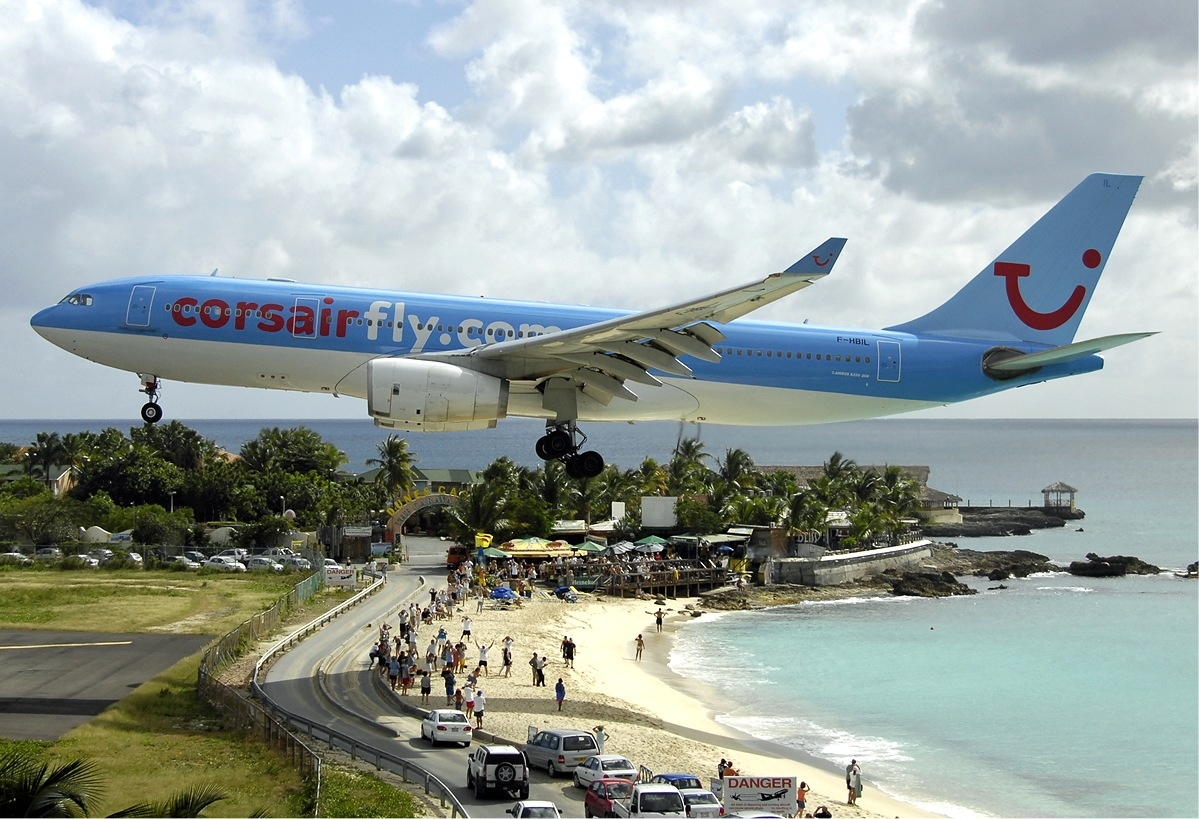
Máy bay Airbus A330-200 của Corsairfly đang hạ cánh xuống sân bay St Maarten.

Bãi biển Maho là một bãi biển nằm ở phần thuộc Hà Lan của đảo Saint Martin, Vùng Caribe. Nó nổi tiếng nhờ sân bay quốc tế Princess Juliana ở rất gần bãi biển.
Những máy bay khi tới sân bay ở đây buộc phải hạ cánh trên một đường băng ngắn 2,180 mét (7 ft 1,8 in), nên các máy bay phải hạ thấp độ cao xuống mức tối thiểu ngay phía trên bãi biển.

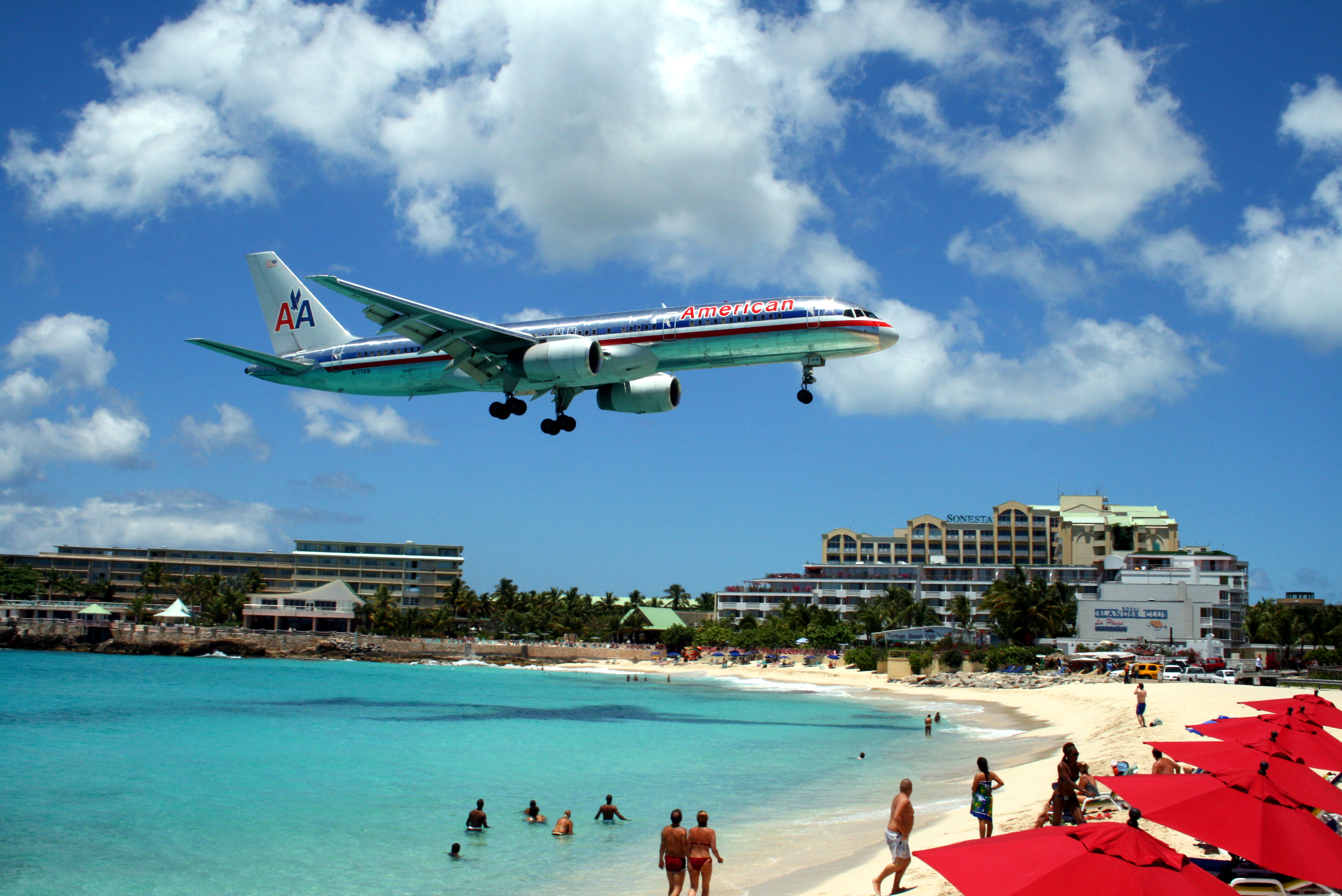
Boeing 757 của American Airlines hạ cánh xuống sân bay St Maarten.